# Barne-Åsaka distrikt
Barne-Åsaka distrikt är ett distrikt i Essunga kommun och Västra Götalands län. 
Distriktet ligger sydost om Nossebro. 

## Tidigare administrativ tillhörighet
Distriktet inrättades 2016 och utgörs av socknen Barne-Åsaka i Essunga kommun
Området motsvarar den omfattning Barne-Åsaka församling hade vid årsskiftet 1999/2000.